# Forcipestricis portoricensis
Forcipestricis portoricensis är en stekelart som beskrevs av Gordh 1975. Forcipestricis portoricensis ingår i släktet Forcipestricis och familjen sköldlussteklar.
Artens utbredningsområde är Puerto Rico. Inga underarter finns listade i Catalogue of Life.